# 12086 Joshualevine
12086 Joshualevine è un asteroide della fascia principale. Scoperto nel 1998, presenta un'orbita caratterizzata da un semiasse maggiore pari a 2,4035800 au e da un'eccentricità di 0,1094941, inclinata di 5,19723° rispetto all'eclittica.
L'asteroide è dedicato allo studente statunitense Joshua Levine.